# Fernando Palma Castillo
Fernando Palma Castillo (San Roque, Cádiz, 1945) es un empresario y político español del Partido Popular. Fue alcalde de San Roque (Cádiz) desde el 15 de mayo del 2000 hasta el 15 de junio de 2003, y desde el 12 de mayo del 2009 hasta el 11 de junio de 2011. Siendo el segundo y el último en durar dos etapas en la localidad Campo gibraltareña.

## Carrera política
Durante la mayor parte de su vida fue empresario de la hostelería y el turismo en Suiza. En 1999 vuelve a San Roque para dedicarse a la política. En las elecciones municipales de ese año es elegido concejal del ayuntamiento por la candidatura del Grupo Independiente Liberal, el partido populista y de derechas dirigido por Jesús Gil. El GIL quedó en segunda posición por detrás del PSOE-A que consiguió investir como alcalde a su candidato José Vázquez Castillo. A los pocos meses de estas elecciones, el líder del GIL en San Roque, Carlos Santos, dimite y Fernando Palma le releva al frente del partido.

### Primera etapa de alcalde (2000-2003)
En marzo del año 2000, después de las elecciones generales de ese año, que dieron la mayoría absoluta al Partido Popular de José María Aznar, todos los concejales del GIL en San Roque abandonan el partido después de conocer los resultados, al considerar un fracaso el no conseguir ningún escaño en el Congreso de los Diputados. Pasan así a ser independientes. Poco después, en abril, una moción de censura contra el PSOE llevada a cabo por el Partido Popular, Unidad por San Roque y los independientes elegidos en la candidatura del GIL desaloja del poder a José Vázquez y convierte a Fernando Palma en el nuevo alcalde de San Roque, cargo que mantiene hasta 2003.

### En la oposición (2003-2009)
De cara a las elecciones municipales del año 2003, todos los anteriores miembros del GIL en San Roque pasan a integrarse en el Partido Popular, y Fernando Palma es el candidato a la alcaldía de esta formación. Las elecciones dan la victoria al PP de Palma, pero sin la mayoría absoluta que, en cambio, sí consiguió la suma de PSOE y Unidad por San Roque, que pactaron para volver a situar a José Vázquez en la alcaldía. La misma situación ocurre cuatro años después, en las elecciones de 2007: victoria, esta vez por solo un voto, del PP y reedición del pacto PSOE-USR.

### Segunda etapa de alcalde (2009-2011)
Así hasta el año 2009, en el que muere el alcalde José Vázquez y con él, el pacto entre PSOE y Unidad por San Roque, puesto que el previsto candidato del PSOE a ser nuevo alcalde de la ciudad no cuenta con los votos de los concejales de su propio partido (Rosa Macias Rivero) que no le apoya y no logra la mayoría absoluta. Esta circunstancia allana el camino de Fernando Palma hacia el bastón de mando, que recibió por segunda vez al ser su candidatura la más votada en las elecciones de 2007 y no producirse ningún pacto con mayoría absoluta. Fernando Palma diseña un gobierno de concentración contando con todos los partidos políticos, excepto el PSOE.

### Derrota electoral (2011-2014)
En las elecciones de 2011 Fernando Palma es el candidato del PP para revalidar la alcaldía, pero pierde ante el PSOE de Ruiz Boix por cinco votos de diferencia. Ningún partido consigue la mayoría absoluta, lo que obligó a negociar acuerdos. Para seguir en el gobierno local, Fernando Palma intentó un pacto a tres bandas con Unidad por San Roque y el Partido Andalucista, que no consiguió porque los andalucistas finalmente apoyaron a la candidatura más votada, la de Ruiz Boix, en la investidura.
Fernando Palma fue líder de la oposición en el pleno municipal de San Roque. En julio de 2014, a la edad de 69 años, dejó su cargo de concejal y se retiró de la política, después de no ser elegido candidato del PP a la alcaldía de San Roque para las elecciones locales de 2015.